# Kószó Péter
Kószó Péter Tamás (Hódmezővásárhely, 1956. február 9. –) magyar orvos, gyermekgyógyász, politikus, országgyűlési képviselő.

## Életpályája

### Iskolái
Az általános és középiskolai tanulmányait Hódmezővásárhelyen végezte el. 1974-ben érettségizett a Bethlen Gábor Gimnáziumban. 1975–1981 között a SZOTE hallgatója volt. 1985-ben gyermekgyógyász szakvizsgát tett.

### Pályafutása
1981–1999 között a hódmezővásárhelyi kórház gyermekosztályán volt orvos. 1999–2002 között orvos-vállalkozóként tevékenykedett.

### Politikai pályafutása
1988 óta az MDF tagja. 1990–1994 között országgyűlési képviselő (Csongrád megye) volt. 1990–1994 között a Honvédelmi bizottság tagja volt. 1992–2001 között az MDF hódmezővásárhelyi városi elnöke volt. 1994-ben, 1998-ban és 2006-ban képviselőjelölt volt. 1994-től önkormányzati képviselő (Tiszta Lap Egyesület). 2002–2018 között Hódmezővásárhely alpolgármestere volt. 2002-ben polgármesterjelölt volt.

## Családja
Szülei: Kószó Pál orvos és Balogh Éva Xénia pedagógus voltak. Három testvére van: Pál (1946) mezőgazdász, Éva (1954) tanár és Imre (1958) nyomdaipari üzemmérnök. 1981-ben házasságot kötött Mayer Klára orvossal. Egy fiuk született: Péter (1983).

## Díjai
- Pro Urbe Hódmezővásárhely (2000)
- Magyar Arany Érdemkereszt (2012)[3]